# Palacio de los Rodríguez de León
El palacio de los Rodríguez de León es una construcción palaciega rural que se levanta junto a la aldea de Overo, en la parroquia de Trasona y concejo de Corvera de Asturias (España). Data de mediados del siglo XV, fue ampliado en el siglo XVII y reformado a fines del XIX. 

## Descripción
Fue casa solariega de los Rodríguez de León, señores de la Casa de Trasona. En el siglo XVIII, pasó a manos de los Trelles, los Sierra y los Argüelles y en el XIX se convirtió en la residencia de verano de los condes de Peñalver. En 1976 fue cedido su uso a Ensidesa para fines culturales y deportivos. Alquilado a una familia, aloja en la actualidad un bar. Anexas al mismo se encuentran las instalaciones de un gimnasio. Su actual estado de conservación es malo, mostrando graves problemas de cimentación y grietas en la torre y la fachada oeste.
Presenta la tipología característica de los palacios barrocos asturianos: estructura cúbica, articulada en torno a un patio central cuadrado, dos plantas y dos torres, de tres pisos, en las esquinas de su fachada principal. El primer edificio tenía forma de «L» y englobaba la actual torre NO, la crujía norte y parte de la oeste. A comienzos del XVII se alargó la crujía oeste y se levantó en su extremo final la torre SO. Las crujías este y sur fueron construidas a mediados del XVII. Está realizado a base de sillarejo y mampostería y emplea los sillares en los esquinales, los enmarques de los vanos y las líneas de imposta.
La primitiva fachada N. acusa la influencia de las casas-fuertes bajomedievales, de carácter cerrado y netamente defensivo. Su portada es de arco de medio punto, formada por grandes dovelas planas y recorrida por un bocel en el borde del intradós. En el muro de esta fachada y la torre adyacente se abren diversas saeteras y ventanas adinteladas de diferente tipo y época. A comienzos del siglo XVII se cegaron las ventanas del último piso de la torre y se abrieron los balcones enrasados de la segunda planta.
En la parte más antigua de la crujía oeste se abría otra portada adovelada de arco de medio punto. Fue transformada en una puerta adintelada en el siglo XIX y hoy es una ventana. Está enmarcada por dos saeteras de derrame exterior —una cegada—, idénticas a otra colocada en el piso bajo de la torre NO; corresponderían al antiguo oratorio del palacio. La nueva portada practicada a comienzos del XVII es adintelada y está moldurada con orejas. Sobre ella corre la línea de imposta que da paso al segundo piso, donde se localizan cinco balcones enrasados, con balaustres de madera, al igual que los abiertos en las segundas plantas de la crujía sur y las dos torres. Al lado izquierdo del balcón central se encuentra el escudo de los Rodríguez de León; al lado derecho aparece un hueco, cuya función —nicho de otro escudo u hornacina— no está clara. El edificio se remata con una moldurada cornisa, a excepción de la torre NO que muestra un alero de tejas superpuestas, realizado en el siglo XIX.
El patio central está porticado con doce columnas toscanas. Sobre ellas descansa un corredor de madera, en el que reposan seis pies derechos de madera -algunos reemplazados por vigas de metal- y zapatas que sustentan la techumbre. La cara este de la balaustrada de madera ha sido reemplazada por una chapa de metal, decorada con pinturas. El suelo del patio está empedrado con chinarros. Ocupa su centro un pequeño estanque circular, con una escultura del «niño spinario».
Una monumental escalera de piedra da paso, en la crujía norte, al segundo piso. Se abre mediante un arco carpanel sobre pilastras de capiteles toscanos.
Su parapeto se decora con estrías incisas y muestra volutas y una gran bola de piedra sobre pilastrillas. En el muro, bajo unos relieves de rosetas, está situada la inscripción: «Esta casa la reedificó/en el año 1894/el Excmo. Sr./Conde de Peñalver/Marqués de Arcos». Bajo el techo del hueco de la escalera corre un friso de triglifos y rosetas, de estética renacentista. 
El palacio de los Rodríguez de León es el más grande e importante de los palacios conservados en Corvera. Es asimismo un destacado ejemplo de la arquitectura nobiliaria de época barroca con origen en una casa-fuerte de época medieval.